# Erythroxylum dekindtii
Erythroxylum dekindtii är en tvåhjärtbladig växtart som först beskrevs av Adolf Engler, och fick sitt nu gällande namn av Otto Eugen Schulz. Erythroxylum dekindtii ingår i släktet Erythroxylum och familjen Erythroxylaceae. Inga underarter finns listade i Catalogue of Life.